# قائمة حلقات سوتس
Suits هو مسلسل درامي تلفزيوني أمريكي أنشأه آرون كورش، والذي تم عرضه لأول مرة في 23 يونيو 2011 على شبكة الولايات المتحدة الأمريكية. تدور أحداث الفيلم حول مايك روس ( باتريك ج. آدامز )، الذي بدأ العمل كمساعد قانوني لهارفي سبكتر ( غابرييل ماخت )، على الرغم من عدم حضوره كلية الحقوق. يركز العرض على إدارة هارفي ومايك لإغلاق القضايا، مع الحفاظ على سر مايك.
تم تجديد المسلسل للموسم الثامن يوم 30 يناير 2018. في يناير 2019 ، تم تجديد المسلسل للموسم التاسع والأخير الذي عُرض لأول مرة في 17 يوليو 2019.

## نظرة عامة على السلسلة
| الموسم | الموسم | الحلقات | الحلقات | البث الأصلي   | البث الأصلي    |
| الموسم | الموسم | الحلقات | الحلقات | البث الأول    | البث الأخير    |
| ------ | ------ | ------- | ------- | ------------- | -------------- |
|        | 1      | 12      | 12      | 23 يونيو 2011 | 8 سبتمبر 2011  |
|        | 2      | 16      | 16      | 14 يونيو 2012 | 21 فبراير 2013 |
|        | 3      | 16      | 16      | 16 يوليو 2013 | 10 أبريل 2014  |
|        | 4      | 16      | 16      | 11 يونيو 2014 | 4 مارس 2015    |
|        | 5      | 16      | 16      | 24 يونيو 2015 | 2 مارس 2016    |
|        | 6      | 16      | 16      | 13 يوليو 2016 | 1 مارس 2017    |
|        | 7      | 16      | 16      | 12 يوليو 2017 | 25 أبريل 2018  |
|        | 8      | 16      | 16      | 18 يوليو 2018 | 27 فبراير 2019 |
|        | 9      | 10      | 10      | 17 يوليو 2019 | 25 سبتمبر 2019 |

## روابط خارجية
- الموقع الرسمي
- Suits  في قاعدة بيانات الأفلام على الإنترنت (بالإنجليزية)